# Bayer
Bayer AG (FWB BAY, TYO 4863) és una companyia químicofarmacèutica fundada el 7 d'agost de 1863 a Alemanya. Als seus inicis, a una modesta casa a la vall del riu Wupper, era una xicoteta fàbrica per a produir colorants artificials per a tèxtils del comerciant Friedrich Bayer i el mestre tintorer Johann Weskott. En l'actualitat, Bayer és un grup multiempresarial amb presència global, amb 103.824 empleats a tots els continents. La casa matriu de Bayer està a la ciutat alemanya de Leverkusen, des d'on administra i coordina les activitats de les subsidiàries, centres de producció i centres d'investigació a tot el món.

## Història
El 1881, després de la defunció d'ambdós fundadors, s'amplia el capital social de la companyia i es constitueix Friedr. Bayer & Co., una empresa en plena expansió, amb diverses fàbriques i 384 treballadors, inclòs un equip de químics. L'any 1897, el departament farmacèutic reeix sintetitzar el principi actiu àcid acetilsalicílic, gràcies als experiments de Felix Hoffmann. Dos anys més tard, el 27 d'octubre de 1900 és registrat per Bayer a l'Oficina Imperial de Patents de Berlín, el que seria l'analgèsic més popular del món, l'Aspirina, en què el terme "spir" es refereix a l'àcid salicílic, l'"a" representa l'acetil i el sufix "ina" acaba d'arrodonir la paraula per fer-la pronunciable igualment en alemany i anglès. L'any 1925 va passar a integrar-se dins del consorci químic IG Farben, conjuntament amb les empreses alemanyes BASF, Agfa i Hoechst que va ser dissolt pels aliats l'any 1952.
El 2006, l'empresa va adquirir Schering, el 2014, va adquirir el negoci de consum de Merck, amb marques com Claritin, Coppertone i Dr. Scholl, i en Monsanto Company per 58.800 milions d'euros.

## Bayer CropScience
Bayer CropScience fabrica els productes per a la protecció de les plantes i pel control de plagues no agrícoles. També té activitat al sector de les llavors i les característiques de les plantes.
El 2002, Bayer AG adquirí Aventis CropScience i la fusionà amb la seva pròpia divisió agroquímica (Bayer Pflanzenschutz o«protecció del plantes») per formar Bayer CropScience. Aquesta companyia actualment és la líder mundial de les companyies en els plaguicides, protecció química d'animals de companyia i la biotecnologia en llavors i plantes. També és activa en aliments modificats genèticament. La companyia de biotecnologia belga Plant Genetic Systems també va ser adquirida per Aventis CropScience. També el 2002, Bayer AG adquirí la companyia neerlandesa Nunhems.
El 2006, el U.S. Department of Agriculture anuncià que l'arròs modificat genèticament de Bayer CropScience LibertyLink havia contaminat el subministrament d'arròs als Estats Units i entrà en un judici amb Bayer.
Bayer CropScience treballa amb Archer Daniels Midland Company i Daimler AG per desenvolupar la jatropha com a biocombustible.